# São Tomé og Príncipe
São Tomé og Príncipe (portugisisk: São Tomé e Príncipe), officielt den Demokratiske Republik São Tomé og Príncipe (portugisisk: República Democrática de São Tomé e Príncipe), er en østat i Atlanterhavet ud for Gabon. Østaten var portugisisk koloni fra 1522-1975.
Øerne er af vulkansk oprindelse og har tropisk klima med forholdsvis mange endemiske plante- og dyrearter. I dag præges øerne af en blanding af den oprindelige skovbevoksning og den tidligere plantagedrift.
Øerne var oprindelig ubeboede. Indvandring skete først, da de blev en portugisisk koloni. Øerne fik en sammensat befolkning, og kreolisering blev et udpræget træk. Øerne spillede en vis rolle i slavehandelen, først lokalt og senere som inspiration for plantageøkonomien i Latinamerika. Mange slaver blev senere plantageejere. Øerne fik selvstændighed i 1975. Politisk har styret vekslet mellem perioder med en præsidentiel republik med udtalt autonomi for Príncipe og perioder med militærstyre.
São Tomé og Príncipe er et fattigt land med en stor udlandsgæld. Landet er afhængigt af import af de fleste forbrugsvarer, brændstoffer og fødevarer. Eksporten gælder især kaffe, kopra og palmeolie. De fleste arbejder inden for jordbruget. Landet har også naturressourcer som fisk og vandkraft og er i færd med at udforske olieforekomster i sine territorialfarvande. Turisme regnes for et økonomisk potentiale.

## Etymologi
Landet har navn efter de to øer. São Tomé er opkaldt efter apostlen Thomas, fordi portugiserne opdagede øen på denne helgens festdag, 21. december, i 1471. Portugiserne kaldte først naboøen Santo Antaõ. Den blev senere omdøbt til Príncipe til ære for prins Johan, den senere kong Johan III, som regerede fra 1521 til 1557). "Príncipe" er portugisisk for "prins". Prinsen fik en tiendedel af indtægterne fra øens sukkerproduktion.
Statens officielle navn er República Democrática de São Tomé e Príncipe. På dansk er statens formelle navn Den demokratiske republik São Tomé og Príncipe, mens kortnavnet er São Tomé og Príncipe.

## Geografi
Landet omfatter de to øer São Tomé og Príncipe i Atlanterhavet syd for Nigeria, ud for kysten af Ækvatorial-Guinea og Gabon i Centralafrika. De to øer ligger mellem Bioko og Annobón, som begge tilhører Ækvatorial-Guinea. Ækvatorlinjen går 2 kilometer syd for São Tomé over den lille ø Rolas.
Landets eksklusive økonomiske zone grænser mod Ækvatorial Guineas og Gabons. I nordvest overlapper den med Nigerias. I 2001 indgik de to lande en aftale om en fælles forvaltningszone for udnyttelse af ressourcerne i området.
São Tomé og Príncipe er en fortsættelse af den vulkanske Cameroun-linje på det afrikanske fastland. En kæde af øer strækker sig videre fra Mount Cameroon på fastlandet og ud i havet i sydvestlig retning til Bioko og videre til Príncipe, São Tomé og til Annobón. Príncipe og São Tomé er oceaniske øer, det vil sige vulkaner, der stiger brat op fra havbunden, og er omgivet af dybt hav. Øerne blev dannet fra midten til slutningen af tertiærtiden. Príncipe er 31 millioner år gammel, mens São Tomé er 15,7 millioner år.
Øerne er bratte, med en fladere lavlandszone. I syd og vest er der høje bjerge af vulkansk oprindelse, mens landskabet flader ud på nordenden. Bjergene er stærkt eroderede. Jorden, med basalt og fonolit, er relativ frugtbar.

### Øerne

#### São Tomé
São Tomé ligger 140 kilometer sydvest for Príncipe. Øen måler cirka 48 kilometer fra nord til syd og 32 kilometer fra øst til vest. Arealet er 845 km². Øen består af basalt og har to bjergkæder. Den ene går i retning nord-syd, den andre går fra nordvest til sydøst. Pico de São Tomé er højeste punkt med 2.024 meter over havet. Andre bjerge er Pico Ana de Chaves på 1.635 meter, Pinheiro på 1.612 meter og Calvaro på 1.600 meter. Bjergene er kraftig eroderede med dybe dale. Her og der står der en vulkansk kegle tilbage på den sydlige del af São Tomé, blandt andet Cão Grande og Cão Pequeno. Cão Grande når en højde på 663 meter.
Et 235 km² stort område, svarende til næsten 30 % af øen, er udlagt som nationalpark. Parque Natural Ôbo omfatter sydvestdelen af øen, fra bjergene ved landets højeste punkt og til sydvestkysten.
Landets længste flod, den 24 kilometer lange Rio Ió Grande, har sit udspring ved Pico de São Tomé. Andre floder er Abade og Manuel Jorge samt Rio do Ouro, Rio Quija og Rio Cantador.

#### Príncipe
Príncipe er den mindste af to store øer, som udgør staten São Tomé og Príncipe. Øen ligger i Guineabugten 225 kilometer ud for nordvestkysten af Gabon. Den dækker et areal på 136 km² og har en befolkning på omkring 8 420 per 2018. Lige som São Tomé er øen er af vulkansk oprindelse, og er præget af sletteland og mild natur på den nordlige halvdel og en bjergkæde i den sydlige halvdel, sammensat af flere fonolitiske topper med højder mellem 500 og 948 meter.
Den længste flod, Papagaio, er 9 kilometer lang og udmunder i Santo António nord på øen. Omkring halvdelen af landområdet, 65 km², er udlagt som fredet nationalpark. I 2012 blev Príncipe med omkringliggende småøer erklæret som biosfærereservat.

#### Småøer
Foruden de to hovedøer findes der 16 småøer. Ved São Tomé ligger Santana, Sete Pedras og længst mod syd Rolas. Bombom, Caroço, Bjoné de Jockey, Pedras Tinhosas, Tinhosa Grande og Tinhosa Pequena ligger ved Príncipe.

### Klima
Øerne ligger i det våde tropiske bælte. Temperaturen varierer fra et minimum på 18-21 °C til et maksimum på 30-33 °C.
På grund af bjergene og den sydvestlige vind falder det meste af nedbøren i syd og sydvest på øerne. Nord på São Tomé er klimaet tørrere på det savannelignende landskab. På São Tomé falder der 1.000 mm nedbør i nordøst og 4.000 mm i sydvest.
Årstiderne styres af variationen i den intertropiske konvergenszone. Der er to regntider, som sammenfalder med jævndøgn i marts og september. Mellem disse ligger vindmånederne fra maj til august og hedemånedene fra december til februar. Den lange tørre årstid er mest markant i nord og øst og kan i sydvest være fraværende enkelte år.
Bosættelsesmønsteret har påvirket klima og vegetation. Dette skete først, da sukkerplantagerne blev anlagt, og skoven nord på øen blev ryddet. Her er områder blevet udtørret, således at der kun vokser græs og baobabtræer.
| Vejr for São Tomé (São Tomé International Airport) | Vejr for São Tomé (São Tomé International Airport) | Vejr for São Tomé (São Tomé International Airport) | Vejr for São Tomé (São Tomé International Airport) | Vejr for São Tomé (São Tomé International Airport) | Vejr for São Tomé (São Tomé International Airport) | Vejr for São Tomé (São Tomé International Airport) | Vejr for São Tomé (São Tomé International Airport) | Vejr for São Tomé (São Tomé International Airport) | Vejr for São Tomé (São Tomé International Airport) | Vejr for São Tomé (São Tomé International Airport) | Vejr for São Tomé (São Tomé International Airport) | Vejr for São Tomé (São Tomé International Airport) | Vejr for São Tomé (São Tomé International Airport) |
|                                                    | Jan                                                | Feb                                                | Mar                                                | Apr                                                | Maj                                                | Jun                                                | Jul                                                | Aug                                                | Sep                                                | Okt                                                | Nov                                                | Dec                                                | År                                                 |
| -------------------------------------------------- | -------------------------------------------------- | -------------------------------------------------- | -------------------------------------------------- | -------------------------------------------------- | -------------------------------------------------- | -------------------------------------------------- | -------------------------------------------------- | -------------------------------------------------- | -------------------------------------------------- | -------------------------------------------------- | -------------------------------------------------- | -------------------------------------------------- | -------------------------------------------------- |
| Gennemsnitlig maks °C                              | 29,4                                               | 29,9                                               | 30,2                                               | 30,1                                               | 29,3                                               | 28                                                 | 27,3                                               | 27,7                                               | 28,6                                               | 28,7                                               | 29                                                 | 29,1                                               | 28,9                                               |
| Gennemsnitlig °C                                   | 25,9                                               | 26,2                                               | 26,4                                               | 26,4                                               | 26                                                 | 24,7                                               | 23,8                                               | 24,1                                               | 25                                                 | 25,2                                               | 25,5                                               | 25,6                                               | 25,4                                               |
| Gennemsnitlig min °C                               | 22,4                                               | 22,5                                               | 22,6                                               | 22,6                                               | 22,6                                               | 21,4                                               | 20,4                                               | 20,5                                               | 21,3                                               | 21,8                                               | 22                                                 | 22,1                                               | 21,8                                               |
| Gennemsnitlig nedbør mm                            | 81                                                 | 84                                                 | 131                                                | 122                                                | 113                                                | 19                                                 | 0                                                  | 1                                                  | 17                                                 | 110                                                | 99                                                 | 108                                                | 884                                                |
| Kilde: Deutscher Wetterdienst (tysk)               |                                                    |                                                    |                                                    |                                                    |                                                    |                                                    |                                                    |                                                    |                                                    |                                                    |                                                    |                                                    |                                                    |

### Plante- og dyreliv
Øerne ligger i en biodiversitetshotspot, og sammen med de andre øer i Guineabugten er São Tomé og Príncipe præget af høj endemisme. Det specielle plante- og dyreliv gør, at øerne sammenlignes med Galápagosøerne og Hawaiiøerne.
Før europæerne kom, formodes hele São Tomé at have været skovdækket. De første europæere mærkede sig særlig de store oca-træer. I den første koloniseringsperiode blev skoven ryddet for at skaffe jord til sukkerplantagerne. Senere ryddede man også skov i lavlandet til kakaoplantager, ligesom at bjergskoven blev fældet for at give plads til kaffeplantager. Imidlertid blev en del af de store træer sparet for at yde skygge for kaffebuskene og kakaotræerne. Lavlandsskov er bevaret i sydvest og centralt på øen. På São Tomé er der bevaret 240 km² med urskov, mens Príncipe har omkring 40 km².
På São Tomé er der tre typer af oprindelig skov: Lavlandsskov fra kysten og op til 800 meter, derefter bjergskov videre op til 1.400 meter og endelig tågeskov fra 1.400 meter og op til det højeste punkt. Skoven på Príncipe ligner lavlandsskoven på São Tomé, men har ikke så stor en biologisk mangfoldighed.
Floraen kendetegnes særligt ved arter i krap-, gøgeurt- og vortemælkfamilien. På São Tomé findes der 601 karplantearter (15 % endemiske), mens Príncipe har 314 (8 % endemiske). Der er også en rig flora af bregner.
Ved siden af mere udbredte flagermusearter findes der to endemiske arter på São Tomé: Myonycteris brachycephala og Chaerephon tomensis. Øen har også en endemisk spidsmuseart, Crocidura thomensis, mens Príncipe har en endemisk underart af Crocidura poensis.
To frøarter er endemiske for São Tomé, Nesionixalus thomensis og Ptychadena newtoni, og én til Príncipe, Leptoptelis palmatus. To arter findes på begge øer: Nesionixalus molleri og Phrynobatrachus dispar. Ormepaddearten Schistometopum thomense er endemisk på São Tomé.
Øerne er rige på endemiske krybdyr, blandt andet tre forskellige arter af ormeslanger, flere gekkoarter og én skinkeart. 75 % af sneglearterne er endemiske. Slangearten Philothamnus thomensis lever bare på São Tomé. Der findes en giftig sort kobraslange. Den benløse skinkeart Feylinia polylepis og slangearten Typhlops elegans lever udelukkende på Príncipe. Gekkoarten Hemidactylus greefii, skinkearten Mabuya maculilabris og slangearterne Rhinotyphlops feae og R. newtonii forekommer på begge øer. Gekkoarten Lygodactylus thomensis lever også på Annobón. Da portugiserne ankom, var der også krokodiller, både på land og i havet, men de blev udryddet.
Blandt målerne findes 30 arter på São Tomé, hvoraf 26 er endemiske, og 24 på Príncipe, hvoraf 15 er endemiske.
På São Tomé findes fire endemiske fugleslægter, mens der på Príncipe er en enkelt endemisk slægt. Af 143 fuglearter yngler 72 på de to øer. Heraf er 28 arter endemiske. Blandt de endemiske arter lever São Tomé-ibis (Bostrychia bocagei), São Tomé-due (Columba thomensis), São Tomé-dværghornugle (Otus hartlaubi), São Tomé-tornskade (Lanius newtoni), korthale (Amaurocichla bocagei), kæmpesolfugl (Dreptes thomensis), São Tomé-sisken (Neospiza concolor) og São Tomé-pirol (Oriolus crassirostris) på São Tomé, mens Príncipebrillefugl (Speirops leucophoeus) og fløjlsrygget drongo (Dicrurus modestus) kun findes på Príncipe. En underart af olivenibis, kaldet Príncipeibis (Bostrychia olivacea rothschildi), findes kun på Príncipe og er landets sjældneste fugl. São Tomé-drossel (Turdus olivaceofuscus) og figenbrillefugl (Zosterops ficedulinus) findes på begge øer og er endemiske for disse.
Der lever mange søfugle på Pedras Tinhosas, to nøgne, små øer syd for Príncipe. Blandt andre skønsvis 100.000 ynglende par af sodfarvet terne (Onychoprion fuscatus), 10-20.000 par sort noddy (Anous minutu), 4-8.000 par brun noddy (Anous stolidus), 1.500-3.000 par brun sule (Sula leucogaster). Hvidhalet tropikfugl (Phaethon lepturus) er også ynglefugl. Der er to ynglesæsoner om året, nærmere bestemt i de tørre perioder fra december til januar og fra juni til august.
Fiskelivet påvirkes af den østgående ækvatoriale modstrøm og den ækvatoriale understrøm, som forbinder den østlige og den vestlige del af Atlanterhavet på højde med øerne. Havet omkring øerne rummer mindst 234 fiskearter, som er en blanding af circumtropiske arter, arter hjemmehørende i tropisk Vestafrika, arter, som er mest udbredt østligt i den sydlige del af Atlanterhavet og arter, som findes på begge sider af den sydlige del af Atlanterhavet. Af disse er 28 fiskearter endemiske i Guineabugten.
Da portugiserne koloniserede øerne, fandtes der kun få nytteplanter: Oliepalme, en type yams og muligvis en type banan. Portugiserne introducerede husdyr som kvæg, svin, får, ged, høns og and. São Tomé blev det første sted, hvor portugiserne eksperimenterede med indførte nytteplanter som sukkerrør, majs, figen, forskellige yams- og citrusarter, kokospalme, maniok og sød kartoffel. Særligt citrus og kasju trivedes godt. Banan, brødfrugt og kokosnød fik varig betydning som hovednæringsmidler. Nogle af plantageavlingerne har spredt sig til naturen, og forvildede sukkerrør høstes for at lave brændevin.
Nonneabe (Cercopithecus mona) er introduceret på begge øer. På São Tomé forekommer brud (Mustela nivalis) og afrikansk zibetkat (Civettictis civetta) som indførte arter. Der findes tillige en forvildet bestand af svin. Andre introducerede arter er kat, sort rotte, brun rotte og husmus.
Flere af fuglearterne, som lever på savannen, kan være blevet indført som burfugle eller til jagt. Gylden ildvæver (Euplectes aureus) er indført fra Angola.

### Miljøproblemer
Plantagerne blev opgivet efter landets uafhængighed, og disse områder har siden udviklet sig til sekundærskov. Den kaldes capoeira og består af en blanding af græs, bambus, klatreplanter, blomstrende træer og forvildede kaffebuske. En del endemiske arter lever i lavlandsskoven, som ryddes for at skaffe jordbrugsland.

## Demografi
Ved folketællingen i 2012 havde landet en befolkning på 178.739. Langt de fleste af indbyggerne bor på São Tomé. Príncipe havde i 2012 en befolkning på 7.344.

### Folkegrupper
Landet har en kreolsk befolkning med grupper af forskelligt ophav. Den største gruppe kaldes forros (ofte forklaret som afledt af forro, "fri mand", men også forklaret som afledt af carta de alforria, "fribrev") og består af kreolske efterkommerne efter portugisiske kolonister og afrikanske slaver. Gruppen har været katolsk og haft portugisisk som sprog. Indtil 1850 ejede medlemmer af denne gruppe det meste af jorden og dominerede både kirken og lokalpolitikken, men tabte derefter kontrol over landejendom i forbindelse med etablering af nye plantager og blev før uafhængigheden fortrængt af portugisere i forretningsanliggender.
Efter at slaveriet blev ophævet i 1875, rekrutterede portugiserne kontraktarbejdere for at arbejde på plantagerne frem til 1920 på betingelser, som mindede om slaveri. Kontraktarbejdere blev hentet fra Angola og Mozambique og efterhånden også Kap Verde. Dette var udgangspunktet for gruppen, som kaldes serviçais. Denne udgjorde i 1920 60 % af indbyggertallet. Gruppens andel af befolkningen var faldet til omkring 22 % i 1974. Efterkommere af kontraktarbejdere kaldes tongas.
Angolares er en lille gruppe, som bor i syd ved São João-bugten i den sydøstlige del af São Tomé. Gruppen menes at være efterkommere efter angolanere, som overlevede, da et slaveskib forliste i 1544. Dette er dog fiktion, fordi angolanerne har deres ophav i bortløbne slaver. Traditionelt har gruppen ernæret sig af fiskeri.

### Sprog
Ved folketællingen i 2012 talte 98,4 % portugisisk. Desuden findes der flere portugisisk-baserede kreolsprog. I 2012 talte 36,2 % saotomesisk (forro), 6,6 % talte angolar og 1 % lunguyè (principense).
I 2012 kunne 8,5 % kapverdekreolsk, 6,8 % fransk og 4,9 % engelsk.

### Religion
Befolkningen har traditionelt for det meste været katolikker. Ved siden af katolicisme har elementer af afrikansk religion overlevet og skabt synkretiske udtryk, hvor tro på hekseri og seerevne er udbredt.
Ved folketællingen i 2012 tilhørte 55,7 % af befolkningen Den katolske kirke. 4 % var adventister, 3,4 % tilhørte Assembléia de Deus, 2,9 % tilhørte Den nyapostolske kirke, 2,3 % tilhørte Maná-kirken, 2 % Igreja Universal do Reino de Deus og 0,8 % Deus é Amor. 1,2 % var Jehovas vidner. 5 % opgav at tilhøre andre trossamfund og 21,2 % opgav ikke at have nogen religion.

## Historie
Øerne i Guineabugten blev koloniseret af Portugal i slutningen af 1400-tallet. São Tomé og Príncipe oplevede to koloniseringsperioder og to kortvarige velstandsperioder baseret på plantageøkonomi: Den første på 1500-tallet baseret på sukkerproduktion, den anden i slutningen af 1800-tallet baseret på kakaoproduktion. Begge perioder blev fulgt af nedgangstider. I mellemtiden var landet domineret af den lokale kreolske samfundsgruppe. Den sidste kolonisering førte til, at denne gruppe blev fordrevet fra den jord, de havde kontrolleret.

### Første kolonisering
De to øer var ubeboede, da portugiserne fandt dem i 1470-årene. Antagelig blev São Tomé opdaget den 21. december 1471 af João de Santarém og Pedro Escobar, mens Príncipe blev opdaget den 17. januar 1472. Annobón længst ude i Guineabugten blev opdaget den 1. januar 1471. Fernando Poó nærmest fastlandet blev opdaget i 1472 som den eneste beboede af øerne.
Da Portugal etablerede kontakt med Kongo-riget i 1482, fik São Tomé strategisk betydning. Portugiserne håbede at etablere en nybyggerkoloni, som kunne producere sukker, forsyne fortet São Jorge da Mina på Guldkysten med madvarer og ellers være en tryg havn for skibe på vej til og fra Indien. Det sidste blev der ikke noget af, eftersom øerne lå uden for de vigtigste skibsruter. Efter at egnede dyrkningssorter var indført, kunne kolonien i 1510-erne forsyne São Jorge da Mina med madvarer.
For at få etableret en koloni udstedte kronen i 1485 privilegier til en donatário. Forholdene var imidlertid vanskelige, eftersom europæiske vækster ikke trives i klimaet, og der heller ikke fandtes tropiske nytteplanter. Malaria var udbredt. Koloniseringsforsøg i 1486 og 1490 mislykkedes. Den første varige bosættelse blev grundlagt i 1493 af Álvaro da Caminha.
I 1500 blev der givet privilegier for kolonisering af Príncipe. São Tomé gik tilbage til kronen i 1522, mens Príncipe forblev under Carneiro-familien til 1753. Frem til 1586 var kronen repræsenteret på São Tomé ved en kaptajn-general, derefter af en guvernør.
De første år var det vanskeligt at holde kolonien i live. Dødeligheden blandt europæerne var høj. Mange af nybyggerne var fanger, som blev forvist til øerne. I 1490 deporterede kong Johan II flere hundrede tvangsdøbte børn af jødiske familier til øerne. Foruden portugisere deltog spaniere, franskmænd og genovesere i koloniseringen. Blandt de første nybyggere var der også hvide slaver og mindst én fri sort. De fleste nybyggere var deporterede fanger.
Portugisiske kolonister blev opfordret til at få børn med afrikanske slaver, og der fremvoksede hurtigt en gruppe mulatter. Frigivelse af slaver var almindelig. Det første fribrev er kendt fra 1499. I 1515 gav et kongelig dekret frihed til de hvide nybyggeres afrikanske koner. Politikken med at frigive slaver var et forsøg på at sikre koloniens videre eksistens. De frigivne afrikanske slaver og mulatter førte samme livsstil som de hvide og blev ophav til de kreolske forroere. Nogen mulatter blev plantageejere: Den første i 1521. I 1500-tallet fandtes der også kvinder blandt de velstående mulatter. Forroerne, som efterhånden blev stadig mere afrikanske, blev den dominerende befolkningsgruppe. Blandt de frie forroere fandtes også slaveejere.
Mulatterne fik i 1520 kongelig godkendelse på at besætte lokale offentlige embeder. I 1546 blev de ligestillede med hvide nybyggere, de fik stemmeret og ret til at sidde i byrådet. São Tomé havde fået byrettigheder i 1535. Det var de samme rettigheder, som andre portugisiske byer havde, med et eget byråd, som fik myndighed over hele øen. Byrådet blev domineret af velstående plantageejere. Fra 1548 til 1770 havde byrådet ret til at udøve guvernørens myndighed i dennes fravær. Efter dette blev guvernørfunktionen ofte udøvet af kreolere.
I 1500- og 1600-tallet var kolonien udsat for angreb fra franskmænd og nederlændere. Vestindisk kompagni fra Nederlandene okkuperede byen São Tomé med havn og fort fra 1641 til 1649.

#### Kirken
Den katolske kirke fulgte med de første kolonister. Inden 1504 fandtes der to kirker, en katolsk skole og Santa Casa de Misericórdia var til stede med et hospital. I løbet af første del af 1500-tallet blev ni sogne oprettet, hvoraf et på Príncipe. Præsterne drev også handel, herunder slavehandel, ejede jord og var involverede i konflikter med de politiske myndigheder. São Tomé bispedømme blev grundlagt i 1534 som det næst ældste i Afrika, men den første biskop ankom først i 1554. Bispedømmet var underlagt Funchal bispedømme på Madeira til 1597, derefter Lisboa. Fra 1677 til 1844 var det underlagt Bahia ærkebispedømme i Brasilien. Mange forroer uddannede sig til præster i Bahia. Der udviklede sig et saotomesisk præsteskab, som også satte sit præg på domkapitlet. Ofte var domkapitlet i konflikt med den europæiske biskop.

#### Sukkerplantager og slavehandel
Da kolonien blev etableret, fik saotomeserne ret til at drive handel på kysten af Afrika og blev dominerende i slavehandelen. Fra 1490-erne var São Tomé og Príncipe et vigtigt marked for slaver fra Slavekysten, Nigerdeltaet og Fernando Poó.
På Madeira tog dyrkning af sukkerrør til i 1420. Det samme skete på São Tomé. Omkring 1520 blev der etableret sukkerproduktion i stor skala baseret på plantager med slavearbejdskraft. , og der opstod et stort behov for arbejdskraft til sukkerplantagerne. São Tomé blev tillige transitsted for slaver til de spanske kolonier i Amerika.
Fra 1530'erne udvidedes området, hvorfra slaver blev taget fra Kongo til Angola. Foruden Spansk Vestindien og Brasilien blev der også solgt slaver til det portugisiske fort São Jorge da Mina på Guldkysten og til Europa. São Tomés rolle som vigtig transithavn for slaver varede til begyndelsen af 1700-tallet.
São Tomé fik tropekoloniernes første plantageøkonomi. Kolonien udviklede sig til et slavesamfund, før den transatlantiske slavehandel tog til og stod som model for plantageøkonomierne, som blev etablerede i den nye verden.
Sukkerproduktionen havde først et kraftigt opsving, som nåede en top midt i 1500-tallet, for derefter at aftage. Plantagerne, kaldet roças, blev anlagt i den nordlige og nordøstlige del af São Tomé og dækkede på det meste af en tredjedel af øen. Sukkerrørerne blev bearbejdet i møller anlagt ved floder og bække. Midt i 1500-tallet fandtes der 60 sukkermøller. Omkring år 1600 var antallet steget til 120. Der blev også anlagt plantager på Príncipe. Disse var mindre end på naboøen. På grund af høj luftfugtighed var sukkeret, som blev produceret på øerne, af lav kvalitet.
Antallet af slaver er beregnet til mellem 9.000 og 12.000 på højden af perioden med sukkerproduktion. Det første slaveoprør fandt sted i 1517. Det største slaveoprør opstod i juli 1595. Lederen Amador samlede omkring 5.000 slaver, som angreb byen, ødelagde sukkermøller og hærgede plantager. Oprøret blev nedkæmpet af nybyggerne og den lokale milits. Amador og andre oprørsledere blev henrettet, mens flertallet af de menige oprørere fik amnesti. Der var nye slaveoprør i 1617 og 1709.
Mellem 1514 og 1527 blev der registreret import af 12.904 slaver. Omkring 5 % af disse rømte. Rømte slaver etablerede samfund, macambos, i det indre af São Tomé. I 1530'erne gennemførte de angreb på plantagerne, og i 1533 begyndte myndighederne en langvarig og kostbar kamp mod angriberne. Soldater og våben måtte skaffes fra Portugal. Den sidste store militæroperation fandt sted i 1693, og efter denne aftog angrebene.
Det selvstyrede samfund af bortløbne slaver fortsatte i den sydlige del af São Tomé til 1878, da kolonimyndighederne tog kontrol. Folket, som levede der, var da blevet kendt som angolares.
Antallet af europæiske hvide i den første koloniseringsperiode var antagelig aldrig over 1.000. I år 1600 var der omkring 200 tilbage. I 1700-tallet blev i stedet andre grupper socialt og politisk dominerende: Brancos de terra, mulatter og afrikanere, der hævdede samme status, som de hvide europæere havde gjort, og afro-portugisiske mestiços.
Slaverne boede i landsbyer i tilknytning til plantagen, hvor der også fandtes et større hovedhus for plantageherren og hans familie. Slaverne blev ikke givet kost og logi, men fik et jordstykke, hvor de kunne dyrke afgrøder til eget forbrug, typisk sød kartoffel og majs. Mange slaver havde også grisehold. Slaverne byggede huse af træ på pæle, en byggeskik som holdt sig.
Fra slutningen af 1500-tallet var São Tomé udgangspunkt for kontakt og handel med Ndongo. Bortset fra slavehandlen og sukkerindustrien var São Tomé ikke vigtig som handelssted.
Plantageøkonomien brød sammen efter 70 år med velstand. Båndene til Europa blev svækkede, og Brasilien blev vigtigere. Nedgangen i sukkerindustrien fra 1580 skyldtes både udpining af jorden og skadedyr, men også nederlandske angreb. Samtidig mødte saotomesisk sukker voksende konkurrence fra Brasilien og Vestindien. Politisk ustabile forhold med konflikt mellem den lokale elite, portugisiske embedsmænd og kirken samt slaveoprør og angreb fra bortløbne slaver bidrog også til at gøre forholdene vanskelige.
Levekårene på plantagerne blev dårligere. I 1600- og 1700-tallet oplevede øerne økonomiske nedgangstider. Forbuddet i 1614 mod at handle med Kongo blev også et økonomisk tilbageslag. I 1736 var der kun syv sukkermøller tilbage. Nogle plantager lagde om til selvforsyningsjordbrug med mindre produktion af sukker, bomuld, ris og ingefær. Der blev produceret maniokmel, palmeolie, kokosnød og frugt samt holdt gris og høns. Slaveriet fortsatte, men mange slaveejere var sorte.
I 1700-tallet flyttede det økonomiske tyngdepunkt til Príncipe, som oplevede befolkningstilvækst. I 1753 blev hovedstaden flyttet fra São Tomé til Santo António på Príncipe. Hovedstaden forblev der til 1852.

#### Fernando Poó, Annobón og Ajudá
Portugal gjorde formelt krav på Fernando Poó inderst i Guineabugten. Kolonien omfattede tillige Annobón, hvor der blev gjort forsøg på at anlægge plantager. Plantagerne blev imidlertid opgivet og overladt til slavernes efterkommere. Folk fra São Tomé drog til Annobón for at fiske.
Fernando Póo og Annobón blev forvaltet som en del af kolonien sammen med São Tomé og Príncipe. Portugal afstod Annobón og Fernando Poó til Spanien ved Sankt Ildefonso-traktaten i 1777 og El Pardo-traktaten i 1778.
Desuden omfattede kolonien fra 1721 også fortet Ajudá i dagens Ouidah i Benin. Fortet blev etableret i kongeriget Dahomey ved det, som var et knudepunkt for slavehandelen. I 1800-tallet var fortet kontrolleret af Sousa-familien, en kreolsk familie af brasiliansk herkomst. Frankrig tog kontrol over Dahomey i 1886, men fortet fortsatte under portugisisk herredømme til 1961, da Dahomey blev selvstændig, og fortet blev annekteret, efter at Portugal nægtede at opgive det.

### 1800-tallet
I begyndelsen af 1800-tallet blev de nye værdiafgrøder kaffe og kakao introduceret. Den rige vulkanske jord var velegnet til dyrkning af netop kaffe og kakao, og snart optog store plantager (roças) næsten al den gode jord. De var ejet af portugisiske virksomheder eller fraværende herremænd. I 1908 var São Tomé blevet den vigtigste producent af kakao, som stadig er landets vigtigste afgrøde.
Roças-systemet, der gav administratoren af plantagerne en høj grad af autonomi, førte til overgreb mod de afrikanske arbejdere. Selvom Portugal officielt afskaffede slaveri i 1876, fortsatte praksissen med tvungen betalt arbejde.

### 1900-tallet
En sag om angolanske kontraktarbejdere udsat for tvangsarbejde og utilfredsstillende arbejdsforhold vakte international opsigt i starten af 1900-tallet. Sporadiske arbejderuroligheder og utilfredshed fortsatte et godt stykke ind i 1900-tallet og kulminerede i uroligheder i 1953 i "Batepá massakren", hvor flere hundrede afrikanske arbejdere blev dræbt i et opgør med de portugisiske herskere. Begivenheden huskes som endnu et sort kapitel i øernes koloniale forhistorie, og årsdagen markeres af regeringen.

### Vejen til selvstændighed
I slutningen af 1950'erne, da andre opstigende nationer på hele det afrikanske kontinent krævede uafhængighed, dannede en mindre gruppe São Toméanere Movement for the Liberation of São Tomé and Príncipe (MLSTP) og etablerede en base i Gabon. Gruppen fik øget tilslutning i 1960'erne. Begivenhederne tog fart, efter at diktatoren Caetano blev styrtet i Portugal i april 1974. Det nye portugisiske styre havde forpligtet sig til at opløse koloniriget; i november 1974 mødtes portugisiske regeringsrepræsentanter med MLSTP i Algeriet og udarbejdede en aftale om overgang til uafhængighed. Efter en periode med en overgangsregering opnåede São Tomé og Príncipe uafhængighed den 12. juli 1975 og valgte som dets første præsident MLSTP-generalsekretæren Manuel Pinto da Costa.

### Demokratiske reformer
I 1990 blev São Tomé et af de første afrikanske lande, der gennemgik en demokratisk reform og ændringer i forfatningen, herunder blev oppositionspartier tilladt. I 1991 afholdtes det første valg. Valget var ikke-voldeligt, frit og gennemsigtigt. Miguel Trovoada, tidligere premierminister, som havde været i eksil siden 1986, vendte tilbage som uafhængig kandidat og blev valgt til præsident. Trovoada blev genvalgt i São Tomés andet flerpartipræsidentvalg i 1996. Party of Democratic Convergence (PCD) vandt over MLSTP og fik flertallet af sæderne i Nationalforsamlingen, hvor MLSTP blev et vigtigt minoritetsparti. Kommunalvalg fulgte i 1992, hvor MLSTP kom tilbage og vandt et flertal i fem ud af syv regionale råd. Ved de følgende valg skiftede magten.
Hæren tog magten i en uge i juli 2003 begrundet med, at der var for meget korruption, og at kommende olieindtægter ikke ville blive fordelt retfærdigt. Krisen blev løst med en aftale, hvorefter præsident de Menezes vendte tilbage.

## Politik
Landet er en demokratisk republik, styret efter forfatningen fra 1990. Præsidenten vælges i almene valg for fem år med mulighed for ét genvalg. Nationalforsamlingen har 55 medlemmer, valgt for fire år. Regeringen bliver nomineret af forsamlingen og udnævnes af præsidenten. Príncipe fik et vist udstrakt selvstyre i 1994 med en egen regering og regional forsamling.

### Administrativ inddeling
Landet er inddelt i syv distrikter, hvoraf seks er på São Tomé og et på Príncipe. Distrikterne Água Grande, Cantagalo, Caué, Lembá, Lobata og Mé-Zóchi ligger på São Tomé, mens Pagué ligger på Príncipe. Distrikterne har lokalt selvstyre, og der vælges distriktsråd for tre år ad gangen.
Distriktet Água Grande, hvor hovedstaden São Tomé ligger, er det mest folkerige, efterfulgt af nabodistriktet Mé-Zóchi.
Príncipe udgør siden 1995 en egen autonom region.
| Kort | Distrikt    | Areal km² | Indbyggertal (2012) | Hovedstad              |
| ---- | ----------- | --------- | ------------------- | ---------------------- |
|      | Água Grande | 16,9      | 69.772              | São Tomé               |
|      | Cantagalo   | 119,0     | 17.169              | Santana                |
|      | Caué        | 267,0     | 6.062               | São João dos Angolares |
|      | Lembá       | 229,5     | 14.676              | Neves                  |
|      | Lobata      | 105,0     | 19.414              | Guadalupe              |
|      | Mé-Zóchi    | 122,0     | 44.763              | Trindade               |
|      | Pagué       | 142,0     | 7.344               | Santo António          |

## Økonomi
São Tomé og Príncipe er et fattigt land med en udlandsgæld på over 210 millioner amerikanske dollar (2013). Landet er afhængigt af at importere de fleste forbrugsvarer, brændstoffer og en god del madvarer. De vigtigste eksportvarer er kakao, kaffe, kopra og palmeolie. De fleste arbejder inden for jordbruget.
Landet har også naturressourcer som fisk og vandkraft. Der ledes efter olie i landets territorialfarvande.
Turisme en kommende vækstnæring. Flere europæiske selskaber etablerer sig her.
| Økonomiske nøgletal | Værdi [US$] | % af BNP | År, kilde                |
| ------------------- | ----------- | -------- | ------------------------ |
| BNP                 | 0,07 mrd    |          | 2006, UN Statistics      |
| BNP (vækst)         |             | 5,5      | 2006, UN Statistics      |
| Industriproduktion  |             | 5,5      | 2006, UN Statistics      |
| Konsumpriser        |             | 17,2     | 2006, UN Statistics      |
| Arbejdsløshed       |             | 14,0     | 2000 UN Statistics       |
| Handelsbalance      | –0,07 mrd   |          | 2006, UN Statistics      |
| Betalingsbalance    | –0,02 mrd   |          | 2002, WTO Trade Profiles |
| Udviklingshjælp     |             |          |                          |
| BNP per indbygger   | 465         |          | 2005, UN Statistics      |